# NÖLB P
Die NÖLB P.1 war eine kleine Dampflokomotive der Niederösterreichischen Landesbahnen (NÖLB), die beim Bau der Bergstrecke der Mariazellerbahn und als Stationslokomotive (Verschub, …) eingesetzt wurde.

## Geschichte
Die Maschine wurde 1904 von Krauss in Linz gebaut und im selben Jahr von den NÖLB erprobt. Sie schien aber erst 1908 im Bestand der NÖLB auf. Im Jahr 1913 wurde die Lokomotive nach Ende der Bauarbeiten an die Städtische Dampftramway Oderberg verkauft, wo sie zur Bedienung der zahlreichen Schleppbahnen eingesetzt wurde. 1932 erhielt sie einen neuen Kessel.
Ab 1938 erhielt sie die ČSD-Nummer U 35.901. Nach der Einstellung des Güterverkehrs bei der Straßenbahn Oderberg im Jahr 1947 wurde sie abgestellt und 1948 an die Eisenwerke Bohumín verkauft.